# Віялохвістка строкатовола
Віялохвістка строкатовола (Rhipidura verreauxi) — вид горобцеподібних птахів родини віялохвісткових (Rhipiduridae).

## Поширення
Вид поширений на Фіджі, Новій Каледонії та Вануату. Населяє низинні тропічні та субтропічні вологі ліси та тропічні та субтропічні вологі гори.

## Підвиди
Включає 5 підвидів:
- Rhipidura verreauxi erythronota Sharpe 1879 — о. Якага та о. Вануа-Леву (Фіджі)
- Rhipidura verreauxi layardi Salvadori 1877 — о. Овалау та о. Віті-Леву (Фіджі)
- Rhipidura verreauxi rufilateralis Sharpe 1879 — о. Тавеуні (Фіджі)
- Rhipidura verreauxi spilodera Gray, GR 1870 — Вануату
- Rhipidura verreauxi verreauxi Marie, E 1870 — о. Ліфу та о. Маре (Нова Каледонія)